# Asbach-Bäumenheim
Asbach-Bäumenheim este o comună aflată în districtul Donau-Ries, landul Bavaria, Germania.